# 本津縣

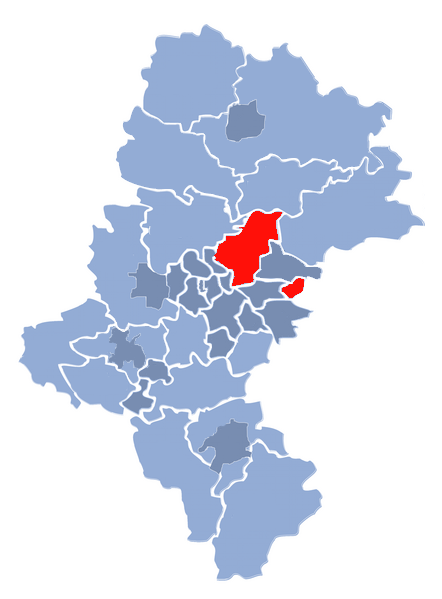

50°20′N 19°7′E / 50.333°N 19.117°E
本津縣（波蘭語：Powiat będziński），是波蘭的縣份，位於該國南部，由西里西亞省負責管轄，首府設於本津，面積368平方公里，2006年人口151,122，人口密度每平方公里410人。